# 答弁
| ウィキペディアには「答弁」という見出しの百科事典記事はありません（タイトルに「答弁」を含むページの一覧/「答弁」で始まるページの一覧）。 代わりにウィクショナリーのページ「答弁」が役に立つかもしれません。 |